# Louis DiGiaimo
Louis DiGiaimo (Nova Jérsei, 20 de outubro de 1938 — Oakland, 19 de dezembro de 2015) foi um produtor cinematográfico norte-americano.